# Ulica Jana III Sobieskiego w Sanoku
Ulica Jana III Sobieskiego w Sanoku – ulica w dzielnicy Śródmieście miasta Sanoka, biegnie od zbiegu z ulicą Marszałka Józefa Piłsudskiego w stronę północną do ulicy Zamkowej.

## Historia
Pierwotnie ulica nosiła nazwę Zielona. Na przełomie lat 70. i 80. XIX wieku dokonano przebudowania ulicy, poszerzenia powiązane z wykupem gruntów, przetarg na przebudowę wygrał Esig Herzig, pracami kierował inż. Henryk Stoy. W trakcie budowy gmachu  C. K. Gimnazjum uchwałą Rady Miejskiej z 8 lutego 1883 ulica Zielona została uznana drogą gminną. 5 kwietnia 1883 zatwierdzono projekt regulacji ulicy Zielonej. Na wniosek obywateli 2 sierpnia 1883 Rada Miejska, w ramach obchodów dwusetnej rocznicy bitwy pod Wiedniem z 12 września 1683, uchwaliła przemianować nazwę ulicy nadając jej patronat Jana III Sobieskiego. 6 września 1883 zatwierdzono program uroczystości na dzień 11 września 1883, w trakcie których ustanowiono tablicę pamiątkową z napisem ulicy. W 1913 ulica została przydzielona do dzielnicy Śródmieście.
Podczas II wojny światowej w okresie okupacji niemieckiej ulica istniała pod nazwami Sobieskistrasse oraz  Kasernenstrasse. W tym czasie ulicę otaczało od zachodu getto w Sanoku. Podczas walk w Sanoku w 1944 w ramach frontu wschodniego ulica była terenem zmagań zbrojnych; w budynku gimnazjum bronili się Niemcy, którzy w lipcu 1944 spalili położony od strony północnej budynek poczty.
W 1951 zmieniono nazwę na Jarosława Dąbrowskiego. W okresie PRL przy ulicy powstały bloki mieszkalne, zaś obszar był określany jako „Osiedle Dąbrowskiego”. W 1990 został przywrócony dla ulicy patronat  Jana III Sobieskiego.

## Zabudowa i mieszkańcy ulicy

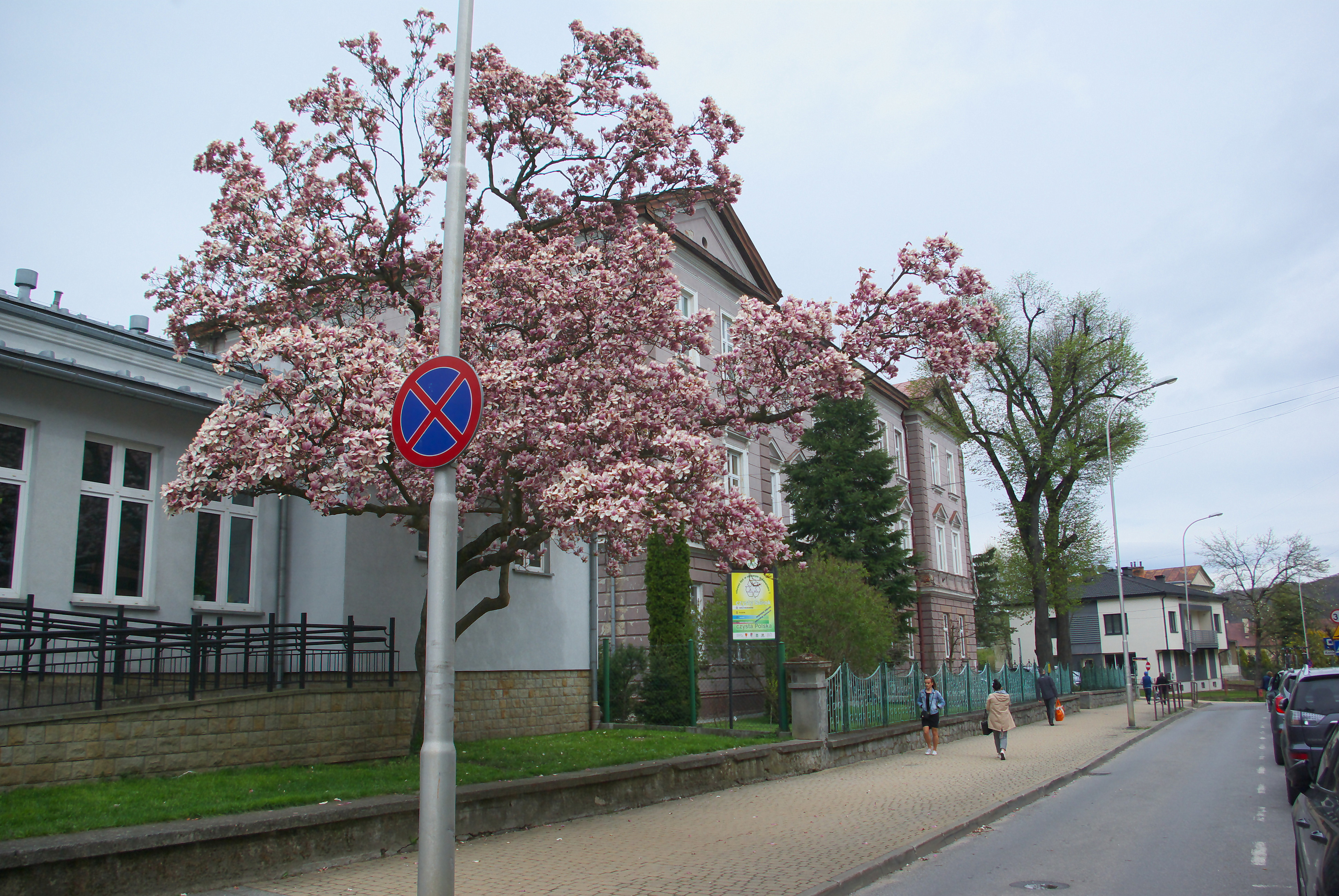
Ulica w 2021 roku

- Przychodnia i zespół gabinetów lekarskich pod numerem 1[19].
- Szkoła Podstawowa nr 8 im. Królowej Zofii pod numerem 5 (przed 1939 pod numerem 2, należący do Katarzyny Siekierzyńskiej[20]). Budynek został wpisany do gminnego rejestru zabytków miasta Sanoka, opublikowanego w 2015[21].
  - Przed 1939 pod tym adresem funkcjonowała Sekcja Narciarska „Sanoczanka”, współdziałająca z sanockim kołem Polskiego Towarzystwa Tatrzańskiego[22].
- Kamienica przy ul. Jana III Sobieskiego 6. W 1938 do tego adresu był przypisany lekarz dr Włodzimierz Karanowicz[23][24], który podczas okupacji niemieckiej przy ulicy Sobieskiego 6 urzędował jako Kreisarzt (lekarz powiatowy)[11][12][13][25]. Mieszkał tam także z rodziną przedwojenny lekarz powiatowy, dr Antoni Dorosz[26]. Pod numerem 6 ul. J. Dąbrowskiego mieszkał Stefan Gölis (1909-1959, syn Zygfryd)[27]. Budynek wpisany do gminnego rejestru zabytków miasta Sanoka, opublikowanego w 2015[21].
- Kamienice przy ul. Jana III Sobieskiego 8 i 10. Pierwotnym właścicielem był inż. Władysław Beksiński[28], następnie przejęli go jego spadkobiercy[29]. Przed 1939 pod numerami 4 i 6[20]. Do 1939 do numeru 4 byli przypisani: Jan Ptyś, skup i eksport jaj, który prowadził Wolf Krämer[30][31]. Budynki pod numerem 8 i 10 zostały wpisane do gminnego rejestru zabytków miasta Sanoka, opublikowanego w 2015[21].
- Ulica Jana III Sobieskiego 9 w Sanoku. Pod adresem są zlokalizowane:
  - Piekarnia i punkt handlowy firmy Jadczyszyn[32]. Jest położony na skrzyżowaniu ulicy Jana III Sobieskiego w Sanoku i ulicy Sokolej po północnej stronie.
    - W tym miejscu stał obecnie nieistniejący budynek poczty, figurujący pod numerem ulicy 7[33], ulokowany poniżej gimnazjum przy zbiegu z ulicą Andrzeja Frycza-Modrzewskiego. Jego budowniczym na początku XX wieku był inż. Wilhelm Szomek, przez którego obiekt został wydzierżawiony na rzecz działającej w nim poczty[34]. Budynek został spalony przez Niemców na przełomie lipca i sierpnia 1944[34].
    - Dom przy ul. Jana III Sobieskiego 9, położony poniżej piekarni Jadczyszyn w kierunku północnym. Pierwotnie drewniany dom, później murowany, należał do pań Dydyńskich[35]. Pod numerem 9 zamieszkiwali Stanisław Domański z żoną Janiną[29]). Do 1939 pod numerem 9 ulicy funkcjonowała Komenda Rejonu Uzupełnień Sanok[36]. Podczas II wojny światowej w okresie okupacji niemieckiej w domu funkcjonowały Deutsche Zollschule[37], Knabeschule (Szkoła Męska)[38][39]. Budynek został wpisany do gminnego rejestru zabytków miasta Sanoka, opublikowanego w 2015[21].
- Kamienica przy ul. Jana III Sobieskiego 12. Wybudowana przez Szymona Pijanowskiego, później należała do rodzin Edelheitów, Trendotów i Jankowskich. Przed 1939 oraz w okresie PRL pod numerem 8[40]; wówczas pod tym adresem byli przepisani: kopalnia nafty „Artur” w Tyrawie Solnej, inż. Leon Friedländer, adwokat Augustyn Nowotarski[41][24]. Budynek wpisany do gminnego rejestru zabytków miasta Sanoka, opublikowanego w 2015[21].
- Nieistniejący dom rodziny Rudaków. Przed 1939 pod numerem 10; mieszkał w nim przedsiębiorca budowlany Emil Rudak[24]. Podczas okupacji niemieckiej działała firma Bauunternehmung B. Kędzierski u. E. Rudak pod numerem ulicy 10a[12][13]. Budynek znajdował się poniżej kamienicy Trendotów[42].
- Nieistniejący dom rodziny Drewińskich (orientacyjnie położony naprzeciw budynku przy ul. Teofila Lenartowicza 2), który został zlikwidowany w latach 70. XX wieku, a na jego miejscu powstał blok mieszkalny[43]. W domu zamieszkiwali Szymon Drewiński (przybyły do Galicji po 1831 z zaboru rosyjskiego, radny miejski w Sanoku[44]), jego żona Klara z rodu Rylskich oraz ich dzieci Sabina, Maurycy (lekarz[45], dyrektor Szpitala Powszechnego w Sanoku[46]), Teodozja (nauczycielka[47]).
- Blok mieszkalny. W przeszłości ten obszar (pomiędzy domem 9 a ulicą Teofila Lenartowicza) należał do ukraińskiego towarzystwa Narodnyj Dom[48].
- Pomnik Grzegorza z Sanoka upamiętniający Grzegorza z Sanoka, położony przed budynkiem przy ulicy Teofila Lenartowicza 2, u zbiegu z ulicą Jana III Sobieskiego[49]. Pierwotnie stanowił willę Wilhelma Szomka. Na posesji istniała jedyna na ulicy studnia (sieć wodociągowa została stworzona w Sanoku w 1936)[50].
- Kamienica przy ul. Jana III Sobieskiego 16. Budynek został wpisany do wojewódzkiego (2006)[51] oraz do gminnego rejestru zabytków miasta Sanoka[21].
- Nieistniejąca cerkiew Narodzenia Najświętszej Maryi Panny.
- Budynek pod numerem 21. W przeszłości siedziba WSS „Społem” i drukarni[52]. Siedziba firmy Przedsiębiorstwo Budowlane TOMA[53]
- Pod numerem 22 ulicy (J. Dąbrowskiego) zamieszkiwał Andrzej Grasela[54].
- Zespół Szkół nr 1 im. Karola Adamieckiego (dawniej Zespół Szkół Ekonomicznych) pod numerem 23, w przeszłości koszary wojskowe. Budynek wpisany do gminnego rejestru zabytków miasta Sanoka, opublikowanego w 2015[21].
- Budynek pod numerem 24. Do 1954 pod tym adresem zamieszkiwał Maksymilian Siess[55]. W 1972 obiekt pod ówczesnym adresem ul. Jarosława Dąbrowskiego 24, stanowiący drewniany dom z XVIII wieku, przebudowywany w XIX w., został włączony do uaktualnionego wówczas spisu rejestru zabytków Sanoka[56].
- Pod numerem 30 ulicy Jarosława Dąbrowskiego do końca życia zamieszkiwał profesor gimnazjalny Andrzej Grasela (zm. 1965)[57].

W 1911 przy ulicy zamieszkiwali wzgl. urzędowali sędzia Marian Kowiński, adwokat Jan Staruszkiewicz, lekarz powiatowy Jacek Jabłoński. Przy ulicy był dom należący do rodzin Płazów i Gondylowskich, następnie do Lewickich, w którym zamieszkiwał Franciszek Kuszczak. Ponadto w latach 30. II RP do ulicy byli przypisani Efroim Krämer (nr 166), Referat Spraw Inwalidów Wojennych, Samuel Schorr, prowadzący handel luster i szkła, adwokat dr Efraim Weidman. Przy ulicy w domu mieszkał także szewc Franciszek Chrabąszcz.
W 1933 przy ulicy było 85 budynków, a tuż przed II wojną światową było ich 21.
W przeszłości gminnej ewidencji zabytków Sanoka zostały wpisane budynki przy ulicy Jana III Sobieskiego pod numerami: 5, 6, 8, 9, 10, 12. Do gminnego rejestru zabytków miasta Sanoka, opublikowanego w 2015, zostały wpisane budynki pod numerami 5, 6, 8, 9, 10, 12, 16, 23 ulicy.